# Émilie Hache
Émilie Hache est une philosophe française. 

## Biographie
Émilie Hache est maîtresse de conférences au département philosophie de l’université de Nanterre. Chercheuse associée au groupe d'études constructivistes (GECo) au sein de l'université libre de Bruxelles, elle est spécialisée en philosophie pragmatique et en écologie politique. Ses travaux s'articulent également autour de la notion d'écoféminisme.
En 2011, Émilie Hache signe un premier essai, Ce à quoi nous tenons. Propositions pour une écologie pragmatique. L'auteure compose une approche pragmatiste des questions écologiques afin d'élaborer une série de compromis entre les différentes espèces terrestres, vers une occasion de construction d'un monde en commun. La notion de responsabilité s'efface au profit d'une recherche de solutions durables.
Accompagnée à la traduction par Cyril Le Roy, Émilie Hache est à l’origine en 2012 de la parution de l’anthologie Écologie politique. Cosmos, communautés, milieux aux éditions Amsterdam. À travers ce corpus d’origines géographiques diverses, l’auteure interroge l’écologie à travers un prisme politique et moral afin d'esquisser une définition du terme d’écologie politique.
Elle publie en 2014 un ouvrage collectif intitulé De l'univers clos au monde infini. Ces textes témoignent des différences de visions liées à ce courant, de la sacralisation de la nature, aux souhaits de réconciliation des hommes entre eux.  
Elle s'intéresse à la notion d'écoféminisme, un mouvement popularisé dans les années 1980 aux États-Unis, bien que le terme même trouve son origine en France sous les mots de la militante radicale et féministe Françoise d'Eaubonne. En 2015, elle signe la préface de Rêver l’obscur. Femmes, magie et politique, texte fondateur écrit par la militante écoféministe américaine Starhawk en 1982. Cette réédition est proposée dans la collection « Sorcières » par la maison d'édition Cambourakis. 
En 2016, Émilie Hache publie Reclaim, recueil de textes écoféministes. Elle souhaite alors continuer à faire connaître ce courant de pensée peu répandu en France, et axé sur le lien étroit entre la destruction de la nature et les formes d’oppression des femmes. L'ouvrage est postfacé par Catherine Larrère, philosophe et présidente de la Fondation de l'écologie politique.
En 2017, entourée d'un collectif de chercheurs, elle signe un manifeste de soutien aux deux membres de l'association L214, jugés au tribunal correctionnel pour avoir pénétré dans un abattoir. Les militants luttant contre la maltraitance animale et la consommation de viande souhaitaient récupérer la caméra installée dans l'établissement. Les signataires soutiennent dans la presse la mise en place d'une action légitime. 
En 2018, elle est une ferme opposante au projet de loi relative à l'orientation et à la réussite des étudiants.

## Publications
- 2011 : Ce à quoi nous tenons. Propositions pour une écologie pragmatique, Paris, 252 p., Les Empêcheurs de penser en rond, La Découverte  (ISBN 9782359250381)
- 2012 : Écologie politique. Cosmos, communautés, direction Émilie Hache, Paris, 408 p., Éditions Amsterdam, coll. « Hors collection »  (ISBN 9782354801144)
- 2014 : De l’univers clos au monde infini, direction Émilie Hache, Paris, 368 p., Dehors  (ISBN 2367510032)
- 2015 : Rêver l’obscur. Femmes, magie et politique de Starhawk, préface d'Émilie Hache, postface d’Isabelle Stengers, 352 p., coll. « Sorcières », Cambourakis,  (ISBN 9782366241211)
- 2016 : Reclaim, recueil de textes écoféministes, textes choisis et présentés par Émilie Hache, postface de Catherine Larrère, 416 p., coll. « Sorcières », Cambourakis,  (ISBN 9782366242133)
- 2024: De La Génération, enquête sur sa disparition et son remplacement par la production. 307 p., coll. " Les Empêcheurs de penser en rond", Éditions La Découverte.